# Echinothrix

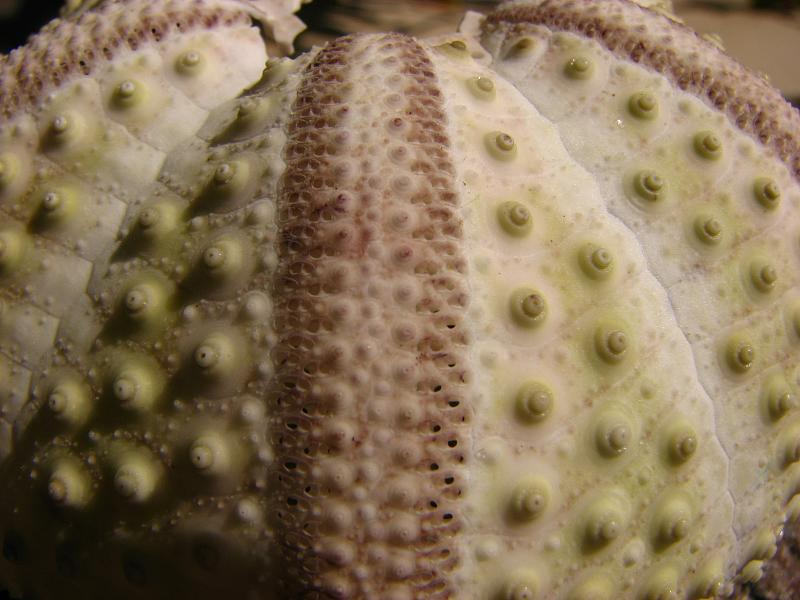
Nahaufnahme der Schale von Echinothrix calamaris

Echinothrix ist eine Gattung von Seeigeln aus der Familie der Diademseeigel (Diadematidae). Die Gattung wurde erstmals 1853 von dem deutschen Naturforscher und Wissenschaftler Wilhelm Peters beschrieben.

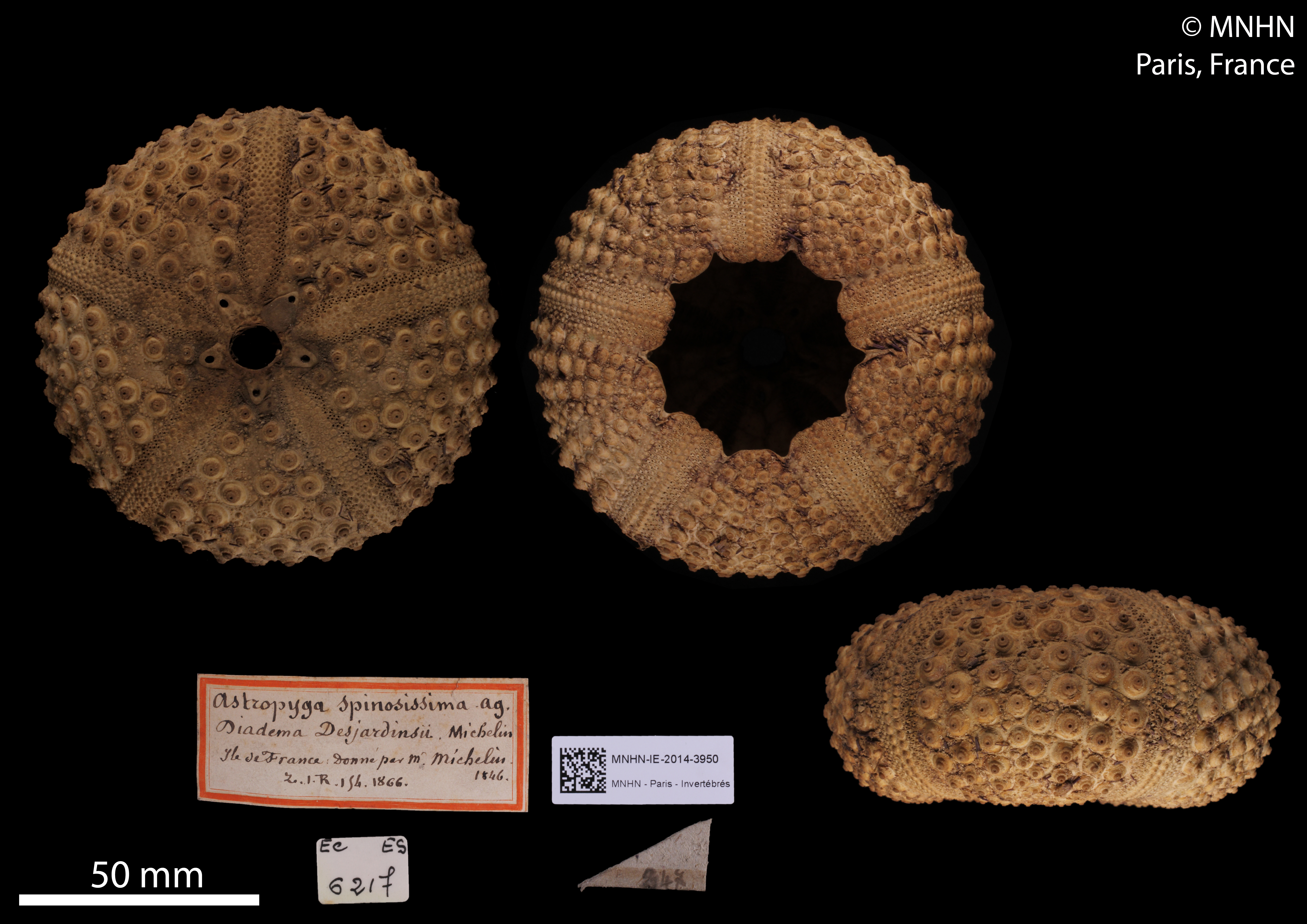
Schale (Testa) von Echinothrix diadema (MNHN, Paris)

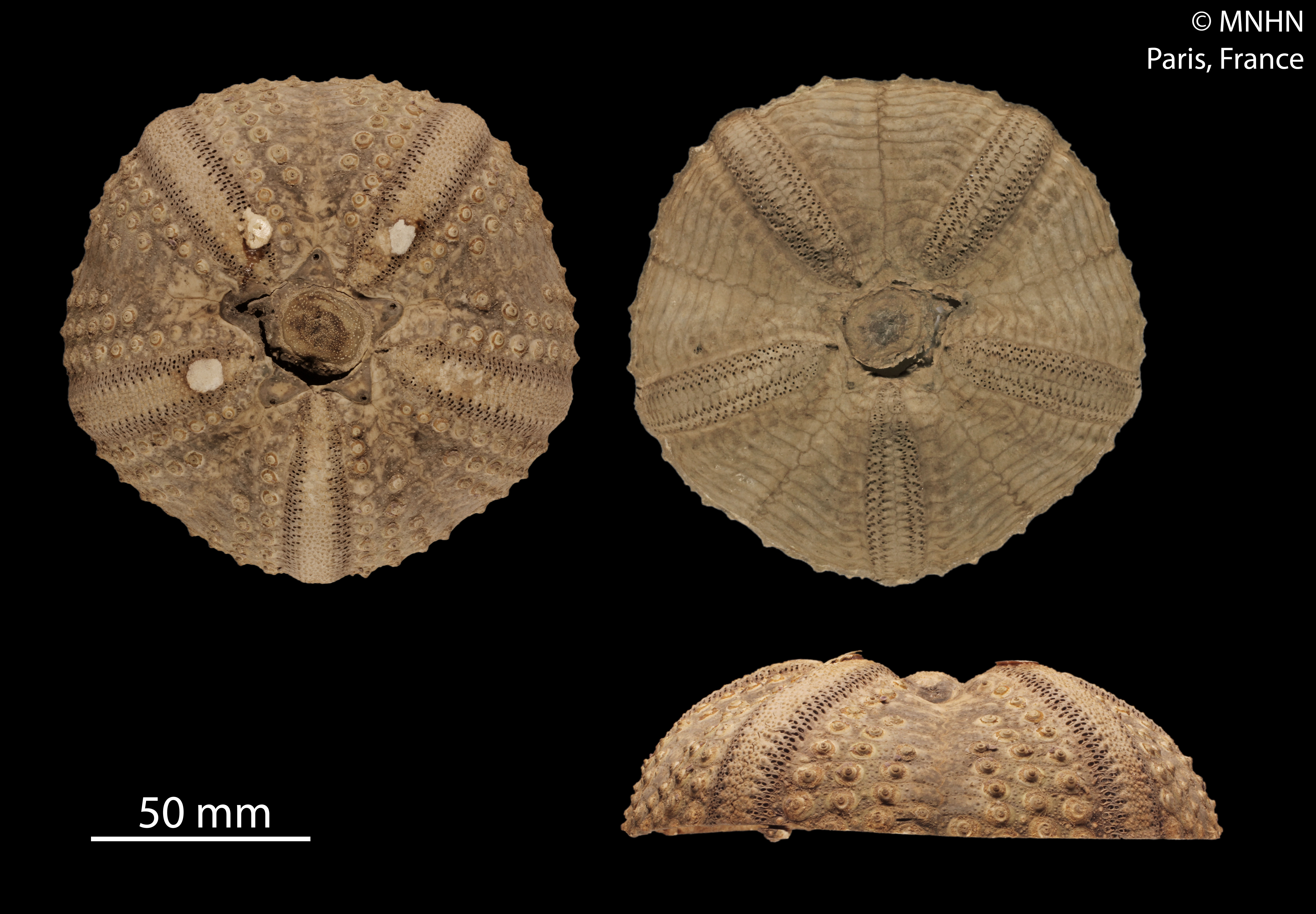
Schale (Testa) von Echinothrix calamaris (MNHN, Paris)

Die Gattung enthält zwei Arten, E. diadema und E. calamaris.

## Beschreibung
Die Mitglieder der Gattung Echinothrix sind von regelmäßiger Gestalt:
Die Schale (Testa) ist mehr oder weniger kugelförmig und wird von Stacheln (Radiolen) geschützt.
Das Ganze folgt einer fünfstrahligen (pentaradialen) zentralen Symmetrie: die Schale verbindet den Mund (Peristom), der sich in der Mitte der unteren (d. h. oralen) Seite befindet, mit dem Anus (Periprokt), der sich am oberer Pol (aboralen Apex) befindet.
Die beiden zu dieser Gattung gehörenden Arten zeichnen sich durch eine runde Schale (Test) und hohle Stacheln (Radiolen) aus, wobei die primären Stacheln relativ lang und die sekundären kürzer und dünner sind, aber zum optimalen Schutz der Seeigel mit Giftdrüsen versehen sind. Beide dieser Arten kommen in der indo-pazifischen Region vor und leben auf Korallenriffen.
Die beiden Arten können voneinander dadurch unterschieden werden, dass E. diadema vollständig schwarze Stacheln hat, während die Stacheln von E. calamaris, gestreift sind.

### Skelettmerkmale
Die Schale hat eine apikale runde Scheibe („monozyklisch“) mit einem breiten Periprokt (Afterfeld).
Die Ambulakren (die fünf weitgehend gleichen Teile ihrer fünfstrahligen Symmetrie) sind gerade und haben unkonjugierte Porenpaare. Die Ambulakralplatten sind dreizählig und tragen ein großes Primärtuberkel (Höcker) und vier oder mehr Sekundärtuberkel. Das Peristom (Mundfeld) ist breit und trägt große, abgerundete Mundkerben.
Die Unterscheidung der beiden Arten erfolgt auf Skelettebene hauptsächlich durch die Tatsache, dass die Ambulakren von E. calamaris erhaben sind, jedoch ist dieses Merkmal variabel und kann irreführend sein, da die hellen Varianten von E. calamaris kleiner sind und weniger Erhebungen haben als die dunklen. Die Schale (Testa) von E. calamaris ist zudem aboral abgeflachter.

## Ökologie und Verbreitung
Beide Arten der Gattung kommen in den tropischen Regionen des indopazifischen Beckens vor und leben tagsüber meist versteckt in Felsritzen. Man kann sie daran unterscheiden, dass E. diadema schwarze Stacheln (Radiolen) hat, die in der Sonne bläulich schimmern können, während E. calamaris stärker differenzierte Stacheln hat, wobei die primären groß, röhrenförmig und manchmal nicht spitz sind, meist gestreift oder auch ganz weiß oder ganz schwarz; die sekundären Stacheln sind sehr dünn, braun-schwarz gestreift; außerdem hat diese Art hat auch eine viel größere und auffälligere, oft gesprenkelte Analpapille.
Vom E. calamaris gibt es auch eine schwarze Version, die viel schwieriger zu identifizieren; die Schale (Testa) ist bei dieser rötlich, die Analpapille ist auch ausgeprägter und die Stacheln schimmern grün.
Ein im Jahr 2019 von Ip et al. veröffentlichte Studie legt die Möglichkeit einer dritten Art mit Fundort Big Sister's Island (Pulau Subar Laut), Singapur, nahe (vorläufige Bezeichnung E. sp. IP0516).
Im Jahr 2021 veröffentlichten von Coppard et al. eine genetische Studie an dieser Gattung, die eine große genetische Homogenität bei E. diadema ergab: diese Spezies sollte danach vor etwa 16,8 Millionen Jahren vom Rest der Gattung divergiert haben. Bei E. calamaris legen diese Untersuchungen eine Zusammensetzung aus drei Untergruppen nahe: eine endemische im Roten Meer und vor Arabien, eine ausschließlich im Pazifik und eine indopazifische; allerdings scheinen die Variationen im Aussehen nicht mit diesen genetischen Gruppen zu korrelieren.
Beide Arten sind zudem in der Lage, sich zu hybridisieren, was die Identifizierung weiter erschwert.

## Vergesellschaftungen und Symbiosen
Viele Jungfische der Familie Apogonidae (Kardinalbarsche) verstecken sich gerne zum Schutz in den Stacheln von E. calamaris.
Auf Hawaii beherbergt E. calamaris häufig eine symbiotische Krabbe, Echinoecus pentagonus.
E. diadema beherbergt kommensale Arten wie die Felsen- und Partnergarnele Stegopontonia commensalis (Palaemonidae).
Viele Fische der Familien Apogonidae (Kardinalbarsche) und Centriscidae (Schnepfenfische) halten sich aber auch zum Schutz lediglich in der Nähe von E. diadema auf, ebenso die Putzer- und Marmorgarnele Saron marmoratus (Hippolytidae).

## Systematik
Die Gattung Echinothrix wurde 1853 von dem deutschen Naturforscher Peters im Jahr 1853 erstbeschrieben.
Die Innere Systematik (Artenliste) der Gattung ist nach dem World Register of Marine Species (WoRMS) und der Taxonomie des National Center for Biotechnology Information (NCBI) mit Stand 20. Oktober 2024 wie folgt:
| Bild | Name                    | Wissenschaftlicher Name              | Verbreitung |
| ---- | ----------------------- | ------------------------------------ | --- |
|      | Kalmar-Diademseeigel    | Echinothrix calamaris (Pallas, 1774) | Indopazifischer Raum, von der Ostküste Afrikas bis Französisch-Polynesien, einschließlich Hawaii und dem Roten Meer |
|      | Schwarzer Diademseeigel | Echinothrix diadema (Linnaeus, 1758) | Indopazifische Korallenriffe, vom Roten Meer bis Hawaii                                                             |

### Detaillierte Innere Systematik
Systematik der Gattung (Stand 25. Oktober 2024):
Gattung Echinothrix Peters, 1853 [Echinotrix, Schreibfehler]. Synonyme:
Diadema (Echinothrix) Peters, 1853 · unaccepted (accepted at genus rank)
Garelia Gray, 1855 · unaccepted (objective junior synonym)
Savignya Desor, 1855 · unaccepted (subjective junior synonym)
- Echinothrix calamaris (Pallas, 1774)[11] – Typusart. Synonyme:
Echinothrix aequalis (Gray, 1855);
Echinothrix annellata Peters, 1853;
Echinothrix aperta A. Agassiz, 1863;
Echinothrix clavata (Gray, 1855);
Echinothrix desori (L. Agassiz in L. Agassiz & Desor, 1846) [Echinothrix desorii (L. Agassiz in L. Agassiz & Desor, 1846)];
Echinothrix scutata A. Agassiz, 1863.
- Echinothrix diadema (Linnaeus, 1758). Synonyme:
Echinothrix cincta (A. Agassiz, 1863);
Echinothrix petersii Bölsche, 1865;
Echinothrix spinosissima (Lamarck, 1816) [Echinothrix spinosissimum (Lamarck, 1816)];
Echinothrix subularis (Lamarck, 1816);
Echinothrix turcarum Peters, 1853.
- Echinothrix sp. IP0516 (NCBI, provisorische Bezeichnung: Ip et al., 2019)[6]

## Seeigelsterben
Ab Dezember 2022 wurden zunächst im Golf von Aqaba (GOA), dann im gesamten Roten Meer und schließlich auch im westlichen Indischen Ozean (WIO) Massensterben von E. calamaris und Diadema setosum beobachtet, die mancherorts (wie im Golf von Aqaba) zu einem Rückgang der Population bis 100 % führten.
Als Verursacher wurden auch hier parasitische Wimpertierchen aus der Verwandtschaft von Philaster apodigitiformis ausgemacht.
Da die Seeigel das Algenwachstum (wesentlich besser als algenfressende Fische) in Grenzen halten, ist dieser Verlust von starker ökologischer Bedeutung, da die Korallen in den Korallenriffen absterben, wenn sie von Algen überwuchert werden.
Erkrankungen von Wirbeltieren und Wirbellosen durch Infektion mit Wimpertierchen der Scuticociliatia werden allgemein als Scuticociliose (englisch scuticociliatosis) bezeichnet.
Wie 2024 offenbar wurde, besteht auf eine Anfälligkeit der ganzen Diademseeigel-Familie für Scuticociliose, weshalb Roth et al. (2024) vorschlugen, allgemein den Begriff „Diadematidae-Scuticociliose“ (DSc) zu verwenden, um das gesamte Ausmaß dieses Phänomens zu erfassen.

## Bildergalerie

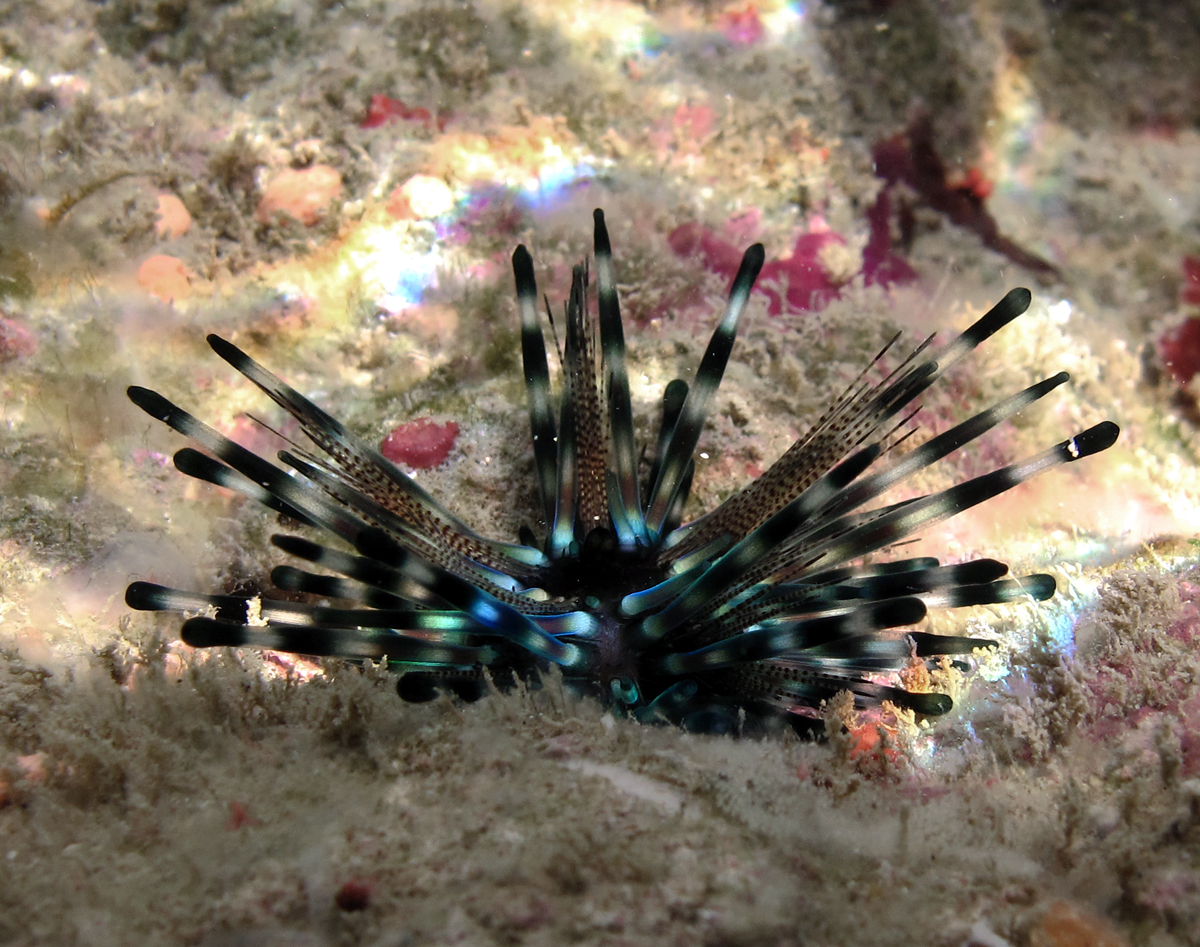
Ein junges Echinothrix-Exemplar von Réunion
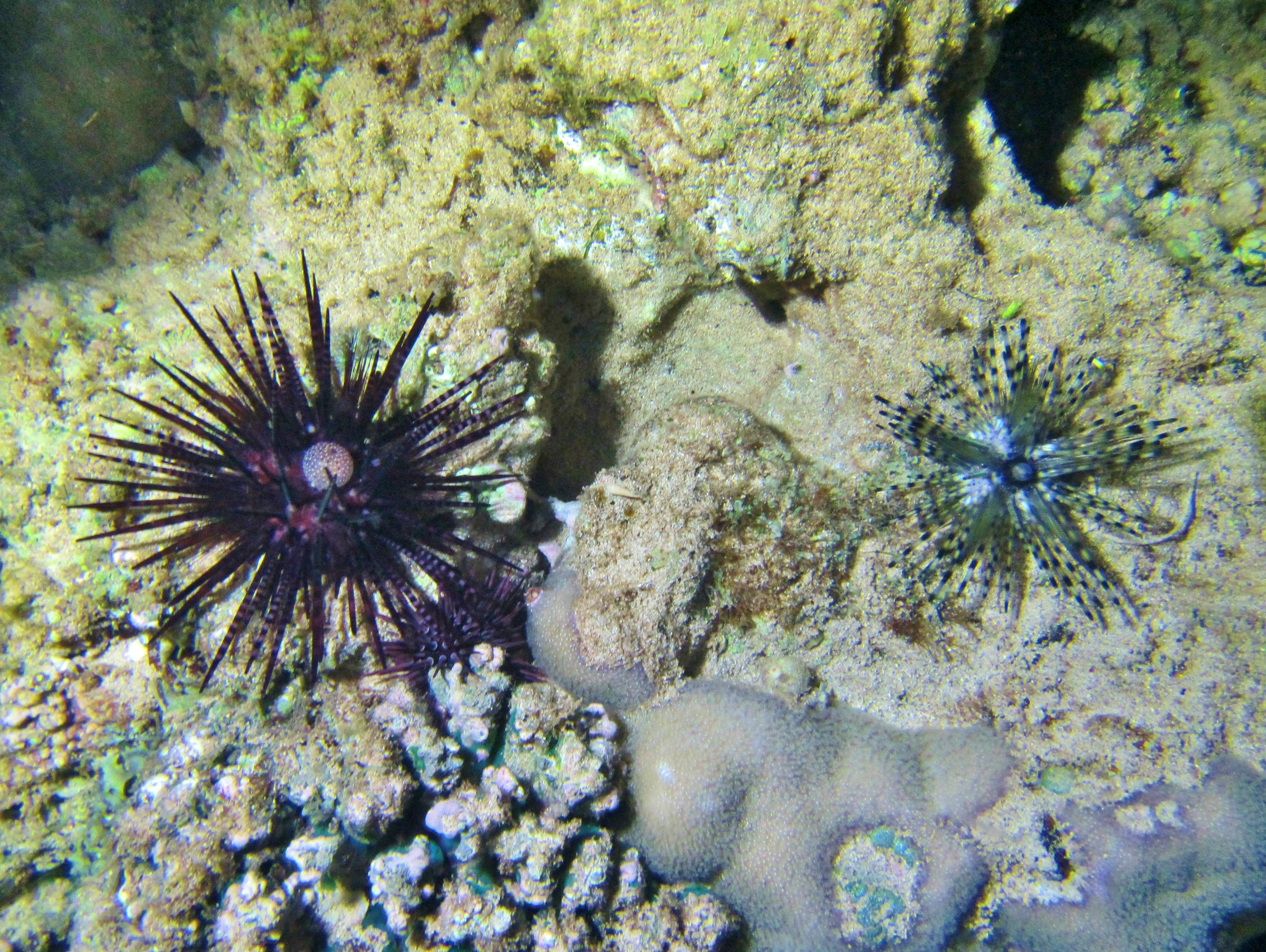
Beide Arten der Gattung Echinothrix in Mayotte: E. calamaris (dunkle Abart) & E. diadema, beide recht jung
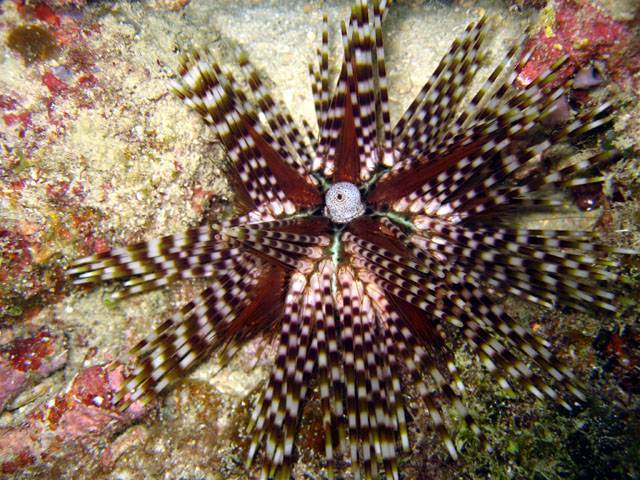
E calamaris von Pulau Aur, West-Malaysia
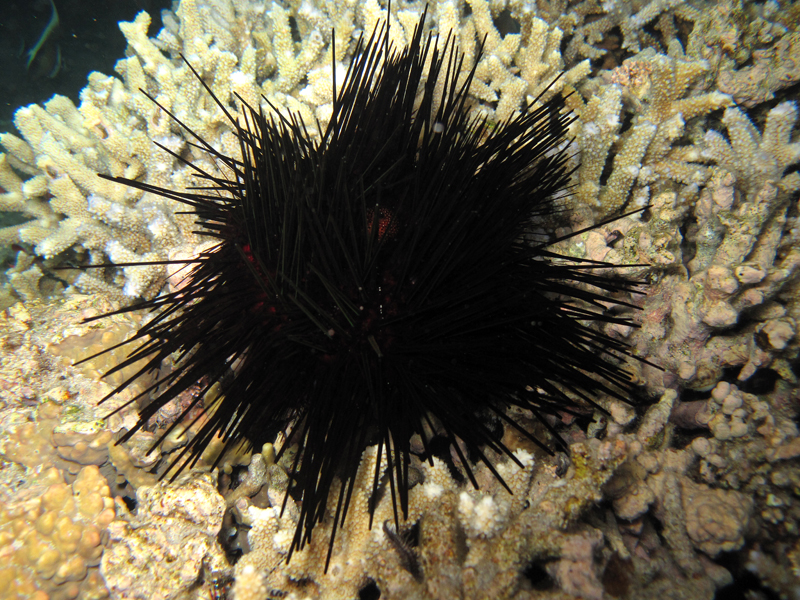
Ein Exemplar des schwarzen Subtyps von E. calamaris, Réunion
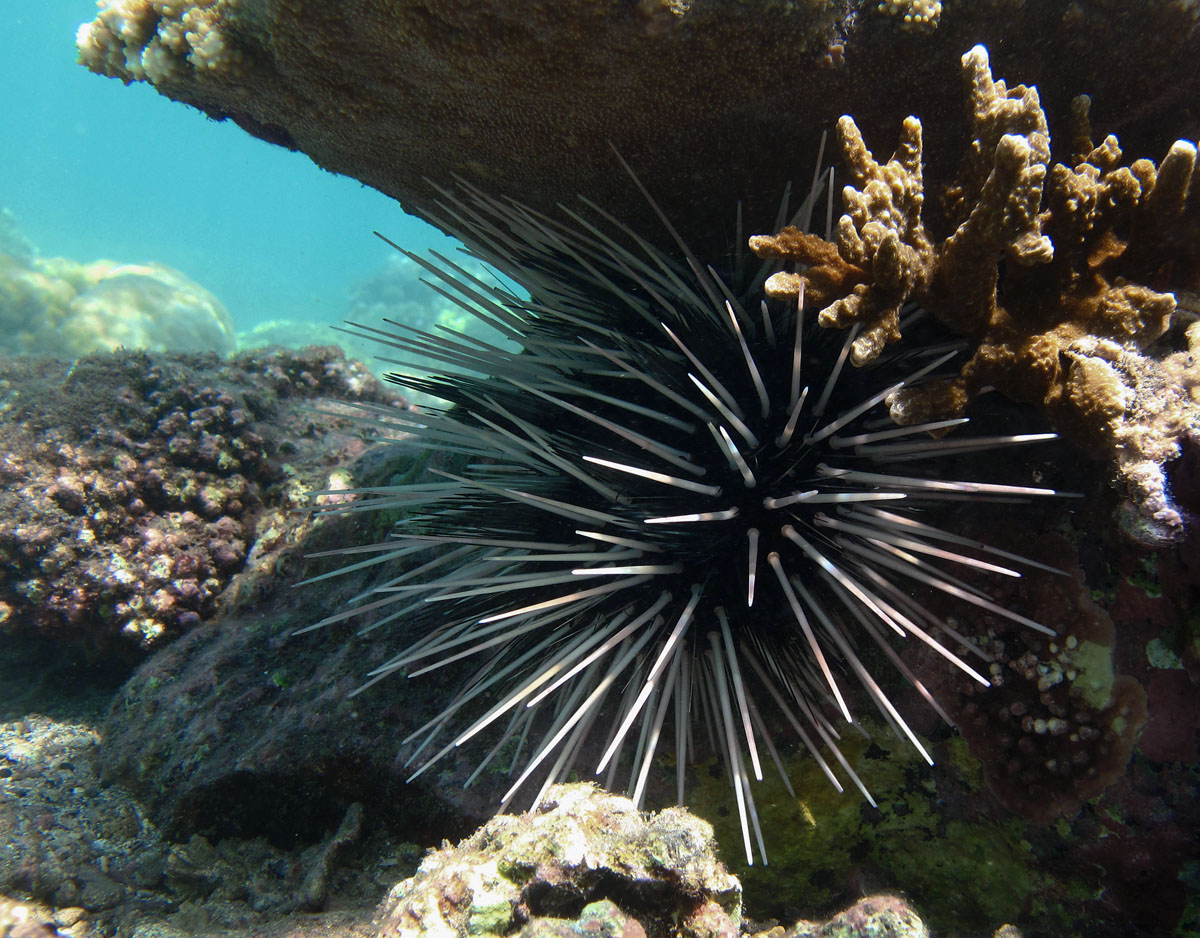
E. calamaris, Exemplar mit großen weißen Stacheln, Réunion
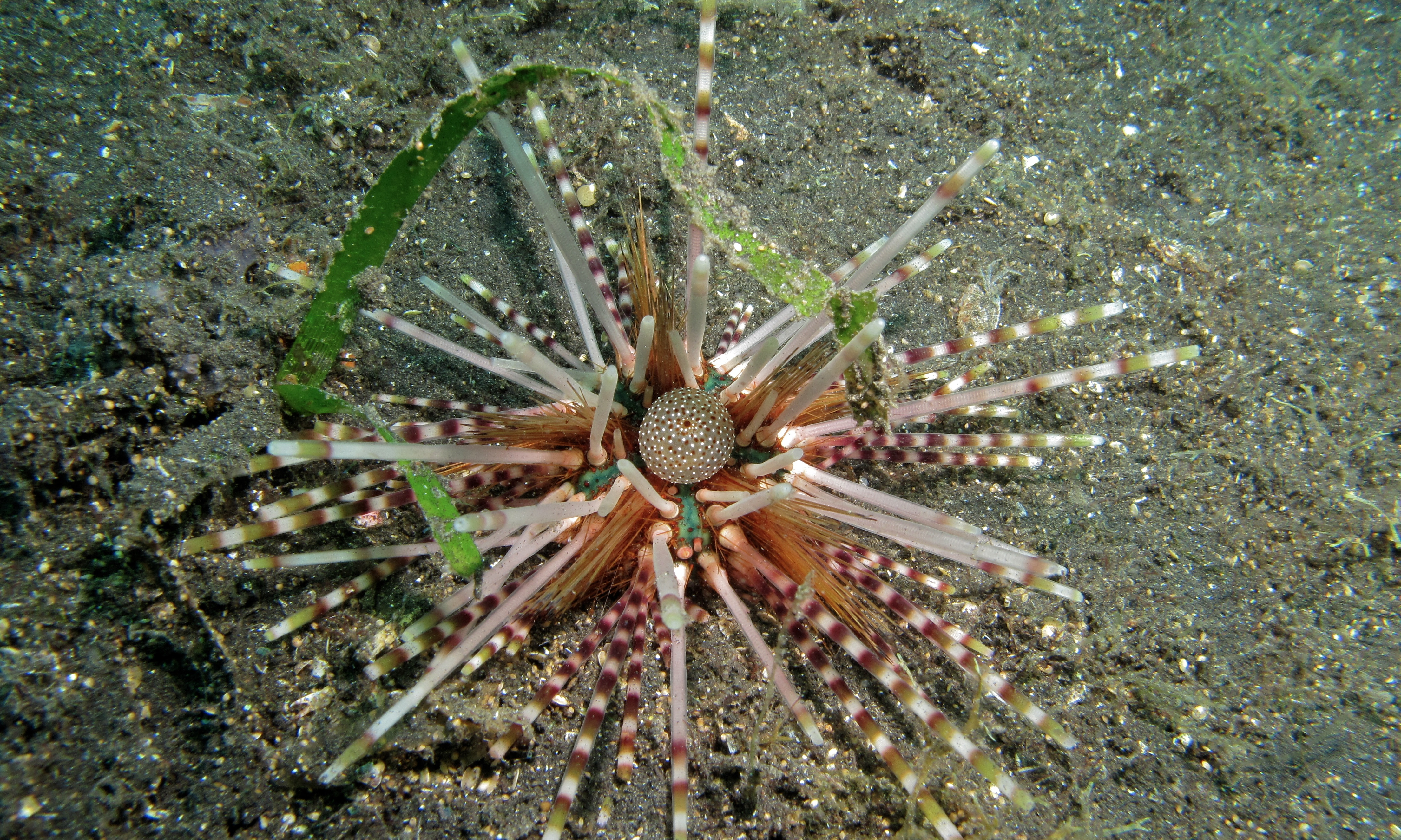
E. calamaris, Lembeh-Strait, Sulawesi
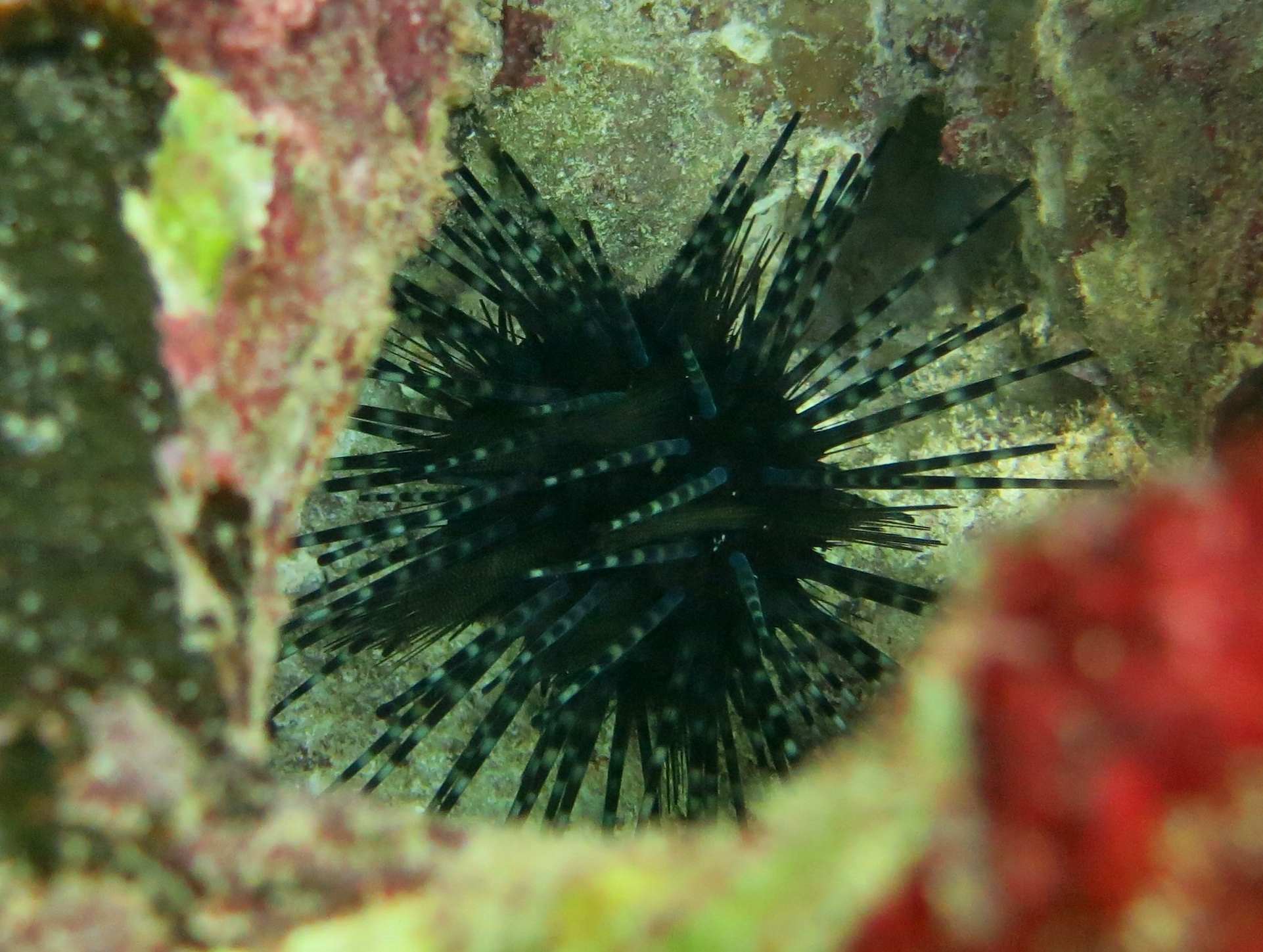
E. diadema, junges Exemplar auf den Malediven (Landaa Giraavaru, Baa-Atoll).
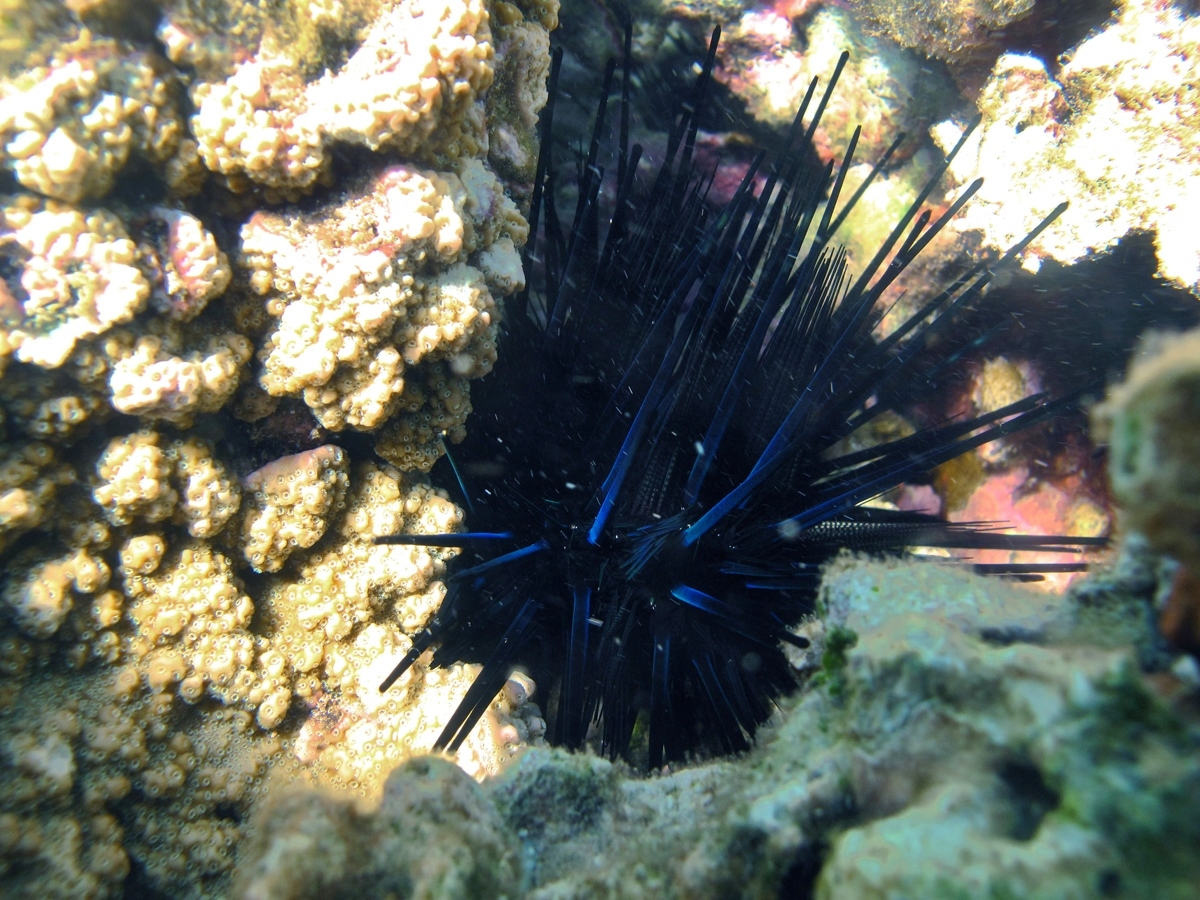
E. diadema, Réunion